# Радовенчик Антон Миколайович
Антон Миколайович Радовенчик — солдат Збройних Сил України, учасник російсько-української війни, що загинув у ході російського вторгнення в Україну в 2022 році.

## Життєпис
Антон Радовенчик народився 16 травня 2003 року в селі Бабин Гощанського району (з 2020 року — Рівненського району) на Рівнещині. Закінчивши дев'ять класів Бабинського ліцею вступив до Рівненського автотранспортного коледжу. Влітку 2021 року залишив навчання і підписав контракт на проходження військові служби у складі 14-тої окремої механізованої бригади імені князя Романа Великого ЗСУ. З початком російське вторгнення в Україну наприкінці лютого 2022 року перебував на передовій. Загинув військовослужбовець 7 березня 2022 року в Бородянському районі на Київщині. Довгий час Антона вважали безвісти пропалим. Але на початку квітня батьки дізналися невтішну інформацію про сина. Чин прощання із загиблим священники УПЦ Гощанського благочиння провели 8 квітня в Іоанно-Богословському храмі рідного села. Поховали Антона Радовенчика того дня у Бабині на Рівнещині.

## Родина
У загиблого залишилися батьки та троє братів.

## Нагороди
- Орден «За мужність» III ступеня (2022, посмертно) — за особисту мужність і самовіддані дії, виявлені у захисті державного суверенітету та територіальної цілісності України, вірність військовій присязі [4].